# Пелузо, Федерико
Федерико Пелузо (итал. Federico Peluso; 20 января 1984, Рим) — бывший итальянский футболист, левый защитник. Выступал за сборную Италии.

## Клубная карьера
Федерико Пелузо является воспитанником молодёжной академии «Лацио». В 2001 году он подписал профессиональный контракт с клубом «Про Верчелли», где отыграл три полных сезона. Летом 2004 года Пелузо переходит в клуб «Тернана». После двух лет, проведенных в команде, Федерико присоединился к клубу «Альбинолеффе», за который выступал до 2009 года.
В январе 2009 года Пелузо переходит в «Аталанту». В «Аталанте» Пелузо становится игроком основного состава преимущественно выступая на позиции левого латераля. Своей игрой за клуб из Бергамо Пелузо привлек внимание многих грандов серии А, а также главного тренера сборной Италии Чезаре Прандели.
В январе 2013 года было объявлено о переходе Федерико в стан действующего чемпиона Италии «Ювентуса» на правах аренды. 3 июня 2014 года «Ювентус» объявил о продаже Пелузо в «Сассуоло». Сумма сделки составила 4,5 млн евро.

## Карьера в сборной
10 августа 2012 год Федерико получил вызов в национальную сборную Италии от главного тренера Чезаре Прандели. А уже пять дней спустя дебютировал в её составе в товарищеском матче против сборной Англии. 11 сентября Пелузо отметился своим первым забитым мячом в составе сборной в матче против команды Мальты.

## Достижения
«Аталанта»
- Победитель Серии Б: 2010/11

«Ювентус»
- Чемпион Италии (2): 2012/13, 2013/14
- Обладатель Суперкубка Италии: 2013